# 트로이 존슨
트로이 존슨(영어: Troy Johnson)은 미국의 가스펠 및 솔 가수이다. 영화 “리오의 연정”의 사운드트랙에 1984년 참여한 것이 음악 경력의 시작으로 모타운과 계약하여 첫 번째 음반을 발매하였다. 1986년 ‘It's You’로 빌보드 핫 R&B 싱글 차트 65위를 달성하였다. 종교의 개종 이후 존슨은 가스펠 음악을 만들기 시작하였다. 1990년대 후반 영적인 문제에 집중하기 위해 활동을 중단하였지만, 자신의 레이블인 SA 엔터테인먼트를 통하여 복귀하였고, 새로운 버전의 ‘It's You’를 발매하며 2005년 빌보드 어덜트 컨템퍼러리 차트에서 40위를 기록하였다.

## 디스코그래피
- Getting a Grip on Love (Motown Records, 1986)
- The Way It Is (RCA Records, 1989) #87 Billboard Top R&B/Hip Hop Albums
- Plain and Simple (Word Records, 1993)
- I Will (Word Records, 1998)
- Troy Johnson (Sought After Entertainment, 2005)